# Schmidtteleskop

A Asfärisk korrigeringslins
B Film i krokig filmhållare
C Sfärisk primärspegel

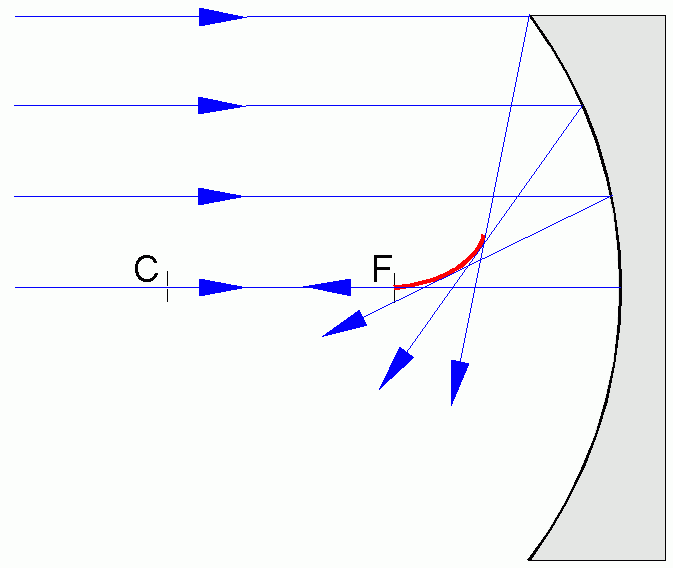
En sfärisk spegel fokuserar inte ljuset mot samma brännpunkt. Störst blir felet i bildens ytterkanter.

Schmidtplattans asfäriska form korrigerar den sfäriska spegelns optiska fel.

Ett Schmidtteleskop eller en Schmidtkamera är ett katadioptriskt teleskop konstruerat av den estlandssvenske optikern Bernhard Schmidt 1930. 
Schmidtteleskopet består av en sfärisk primärspegel och en asfärisk korrigeringslins. Linsens uppgift är att eliminera  optiska fel som ljusstarka reflektorteleskop är behäftade med. Schmidtteleskopet är främst ett instrument för professionella astronomer eftersom det bara går att använda för fotografering, därav namnet Schmidtkamera. Teleskoptypen har vidareutvecklats och bland annat givit upphov till det mycket populära amatörteleskopet Schmidt-Cassegrain.

## Konstruktion
Schmidtteleskopet är konstruerat för att kunna ge en vidvinklig och ljusstark bild av stora fält på himlen, och har främst använts för kartläggning av stjärnhimlen. Många reflektorteleskop är ljusstarka, men lider av olika optiska fel. Det populära Newtonteleskopet lider av koma och sfärisk aberration vilket gör att stjärnorna i bildens ytterkanter får en "kometsvans". För att råda bot på de optiska felen är en vanlig åtgärd att blända ner teleskopet genom att öppningsdiametern på teleskopet minskas. Nedbländningen gör att de optiska felen minskar kraftigt på bekostnad av ljusstyrkan.
För att komma till rätta med problemet och samtidigt behålla ljusstyrkan konstruerade Bernhard Schmidt en asfärisk korrektionsplatta som ljuset bryts genom innan det träffar huvudspegeln. Ljuset reflekteras från spegeln och fokuseras mot en fotografisk film (eller numera en CCD) monterad inne i teleskoptuben. Filmen är inte plan utan sitter fäst i en krökt filmhållare. Filmen kröks antingen när den spänns fast, eller genom att det skapas ett vakuum mellan filmen och den krokiga filmhållaren. Man skulle kunna tro att det blir en svart fläck på fotot när en del av ljuset blockeras av filmhållaren mitt i teleskoptuben, men teleskopet tappar endast lite ljusstyrka. Däremot försämras skärpan och kontrasten  på grund av diffraktion när ljuset går förbi filmhållaren och dess fäststag. Schmidts korrektionsplatta har negativ brännvidd, vilket gör att spegeln måste göras större än teleskopets öppningsdiameter. Ett Schmidtteleskop går inte att grovfokusera, utan  avståndet är förinställt.

## Användning
Schmidtteleskopets ljusstyrka, stora bildfält och höga bildkvalité har gjort det till ett mycket användbart instrument för kartläggning av stjärnhimlen. Bilderna blir skarpa över hela bildytan, och instrumentet har bland annat varit användbart när man letat efter kometer, asteroider och dvärgplaneter. Dvärgplaneten Eris upptäcktes 5 januari 2005 med hjälp av en serie bilder tagna med Samuel Oschin-teleskopet. Teleskopet som byggdes 1949 var från början gjort för att exponera bladfilm avsedd för storformatskameror, men försågs senare med en mosaik med 112 CCD-sensorer på totalt 161 megapixel.

## Bilder

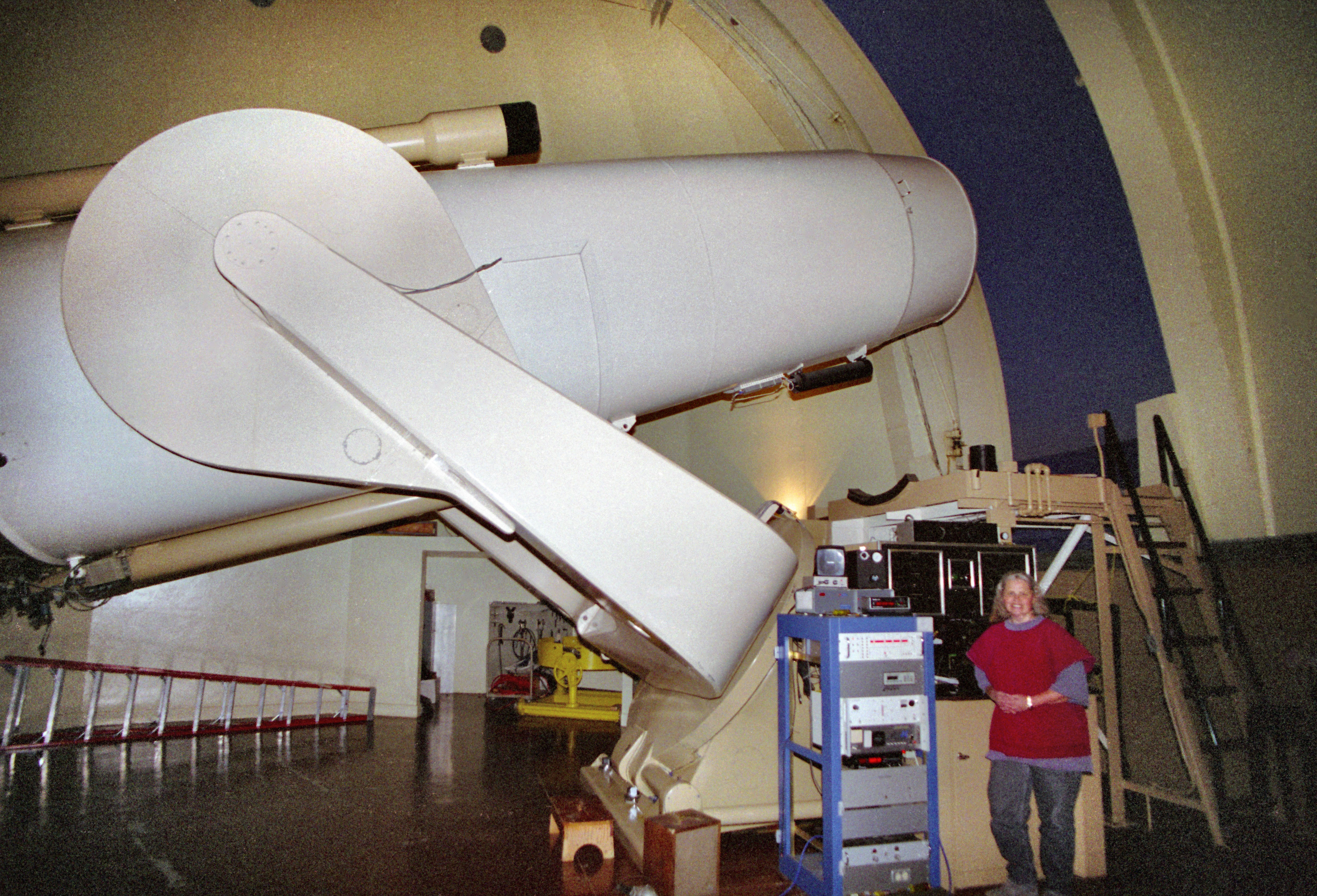
Samuel Oschin Schmidt-teleskopet på Palomarobservatoriet.
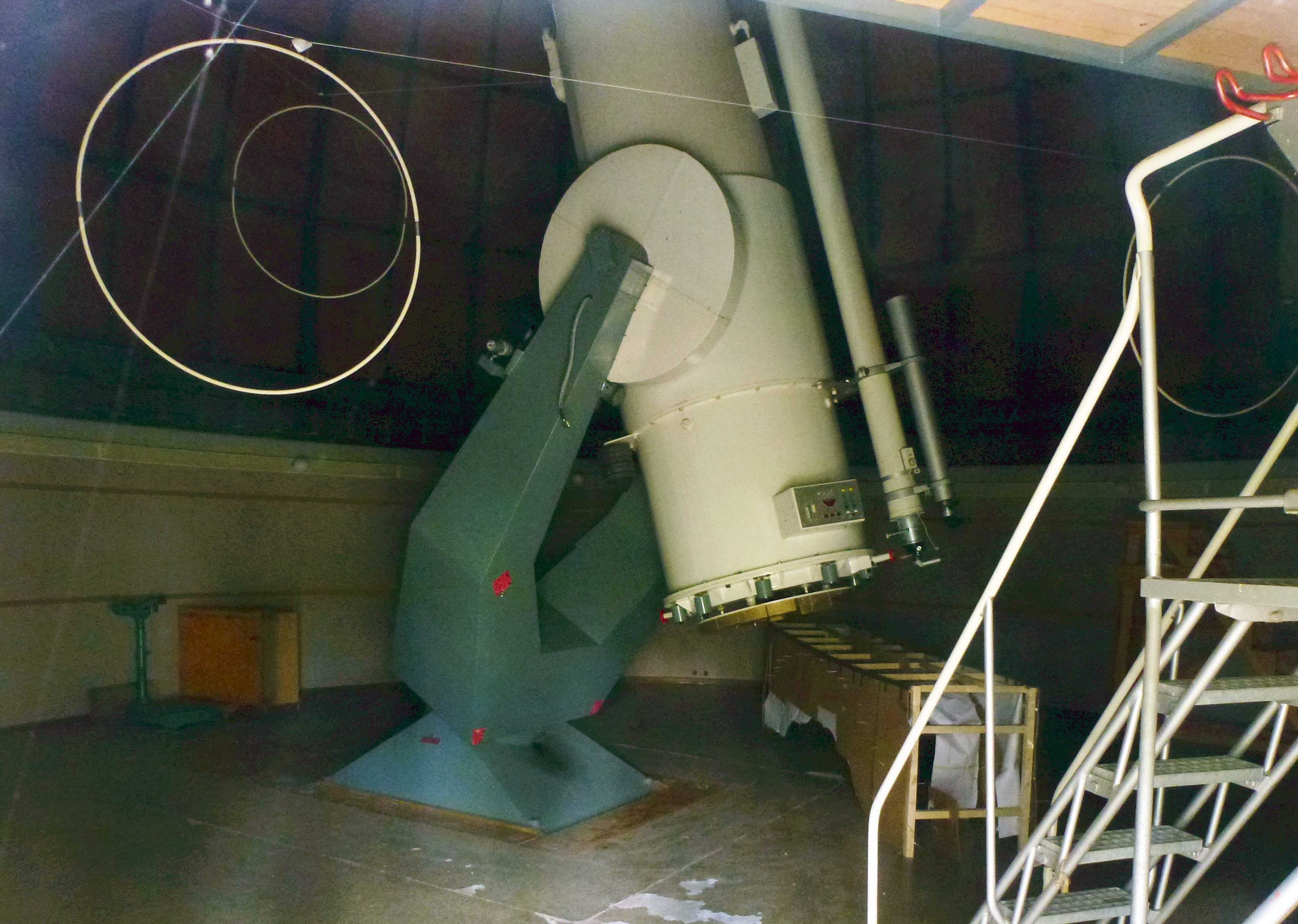
Schmidt-teleskopet på Saltsjöbadens observatorium.
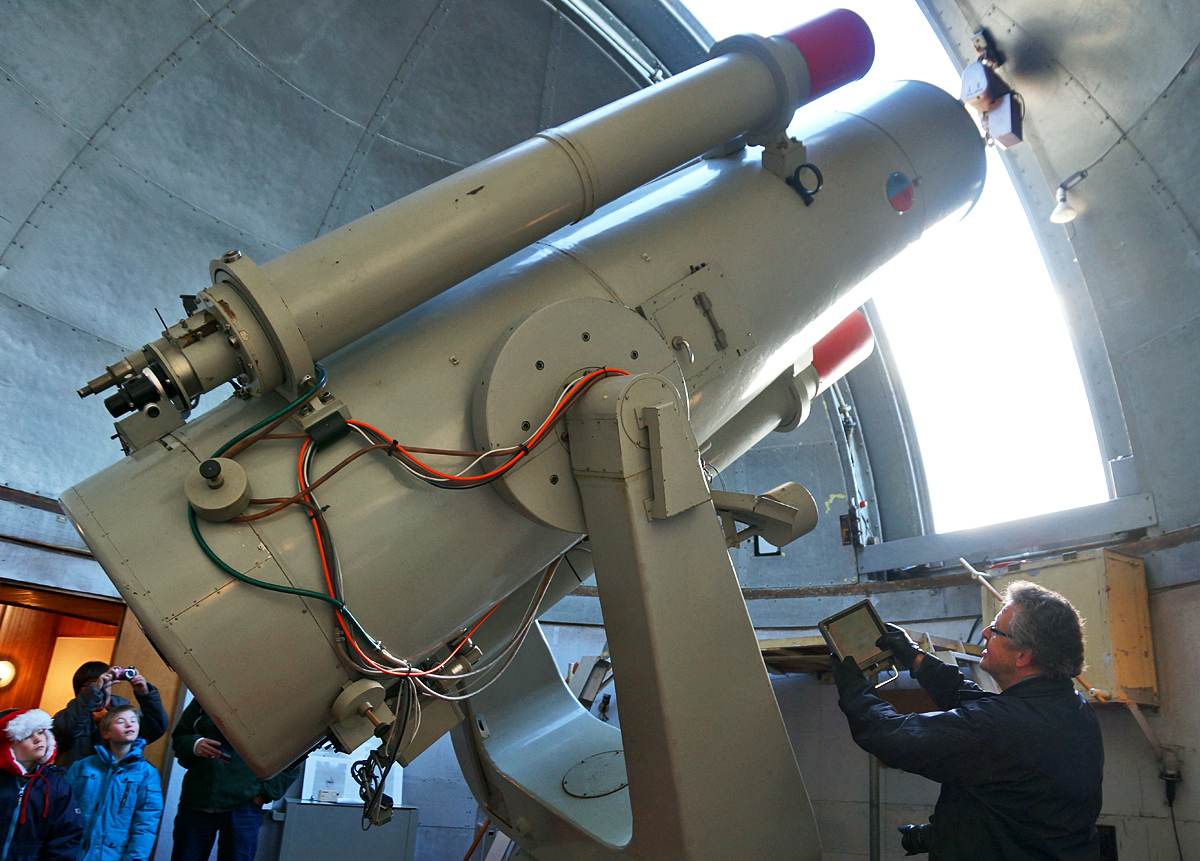
Brorfelde-observatoriet på Nordvästsjälland.
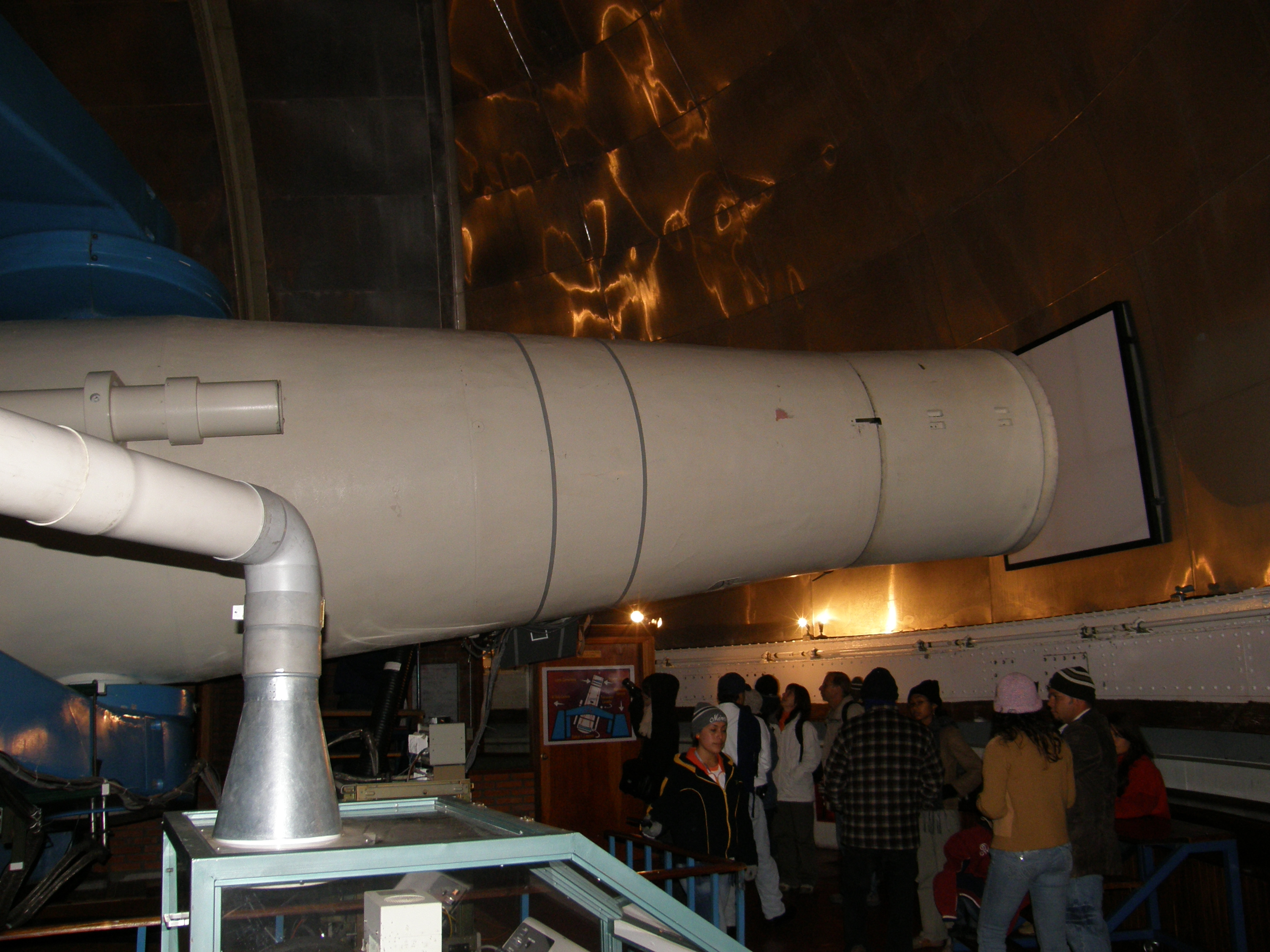
Observatorio Astronómico Nacional de Llano del Hato i Anderna

## Några Schmidtteleskop
- Hipparcos Ø0,29 m, längd:1,4 m, f/4,8 [2]
- Samuel Oschin teleskopet 1,22 m
- Kvistabergs observatorium 1,00 m korrektionsplatta, 1,35 m spegel[3]
- Hamburg-Bergedorf Observatory
- Saltsjöbadens observatorium